# Myrmecina bandarensis
Myrmecina bandarensis är en myrart som beskrevs av Auguste-Henri Forel 1913. Myrmecina bandarensis ingår i släktet Myrmecina och familjen myror. Inga underarter finns listade i Catalogue of Life.